# Argyrogramma omega
Argyrogramma omega là một loài bướm đêm trong họ Noctuidae.